# Filarmonica di Tivoli
La Filarmonica di Tivoli è un'orchestra italiana della città di Tivoli, nel Lazio.

## Storia
Le prime notizie di una Filarmonica a Tivoli, risalgono alla seconda metà del XVIII secolo. Questo sta a testimoniare, considerando anche tutte le altre attività, formazioni, bande e scuole musicali succedutesi nel corso del tempo, quanto sia fortemente radicata nel territorio tiburtino la  passione per quest'arte.
Estratto dagli scritti del prof. Giuseppe Radiciotti (Jesi, 1858 – Tivoli, 1931)
Nel 1775, il Maestro di violino Bernardo Porta, fondò la Società Filarmonica "Aggregazione di dilettanti di suono" la quale partecipò a tutte le feste e funzioni religiose della città, esercitando infine anche una parziale attività concertistica.
Non ci sono stati tramandati i nomi di quei soci, ma si sa che nel 1777 erano già in tal numero e di tale abilità da poter eseguire un oratorio appositamente scritto dal loro direttore. Il periodo di permanenza di Porta a Tivoli durò solo qualche anno. Ritornò a lavorare con discreto successo prima a Roma poi a Parigi, dove si spense nel 1829.
Buoni e benefici furono gli effetti della sua opera, che fu continuata con altrettanto zelo ed intelligenza da Luigi Vergelli. Fu proprio con gli auspici di questo illustre musicista che nei primi di Novembre 1780 rifiorì e si consolidò su basi nuove la Filarmonica, società “di dilettanti canto e di suono” che, pur avendo come intento principale, quello di ravvicinare al culto della Santa protettrice della musica, Santa Cecilia, concorreva efficacemente all'incremento ed al progresso di quest'arte.
Questa congregazione si riuniva ogni anno il 22 novembre, festa della Santa protettrice,  per dare un concerto (o accademia, come si diceva allora) in onore della Santa. Poi procedevano all'iscrizione di nuovi soci ed al sorteggio di una commissione incaricata di ordinare e preparare l'esecuzione della musica con la quale, il 22 novembre successivo, si doveva solennizzare la stessa ricorrenza.
La musica doveva servire per le funzioni sacre della vigilia e della festa e per il concerto da darsi la sera nella sala della adunanze: in chiesa si eseguivano messe, litanie, mottetti, vespri. In sala cantate, sinfonie, composizioni ad una o più voci, pezzi strumentali a solo ecc.
L'ultima adunanza della Filarmonica di cui si ha notizia è del 1907.

## La Filarmonica di Tivoli nel ventunesimo secolo

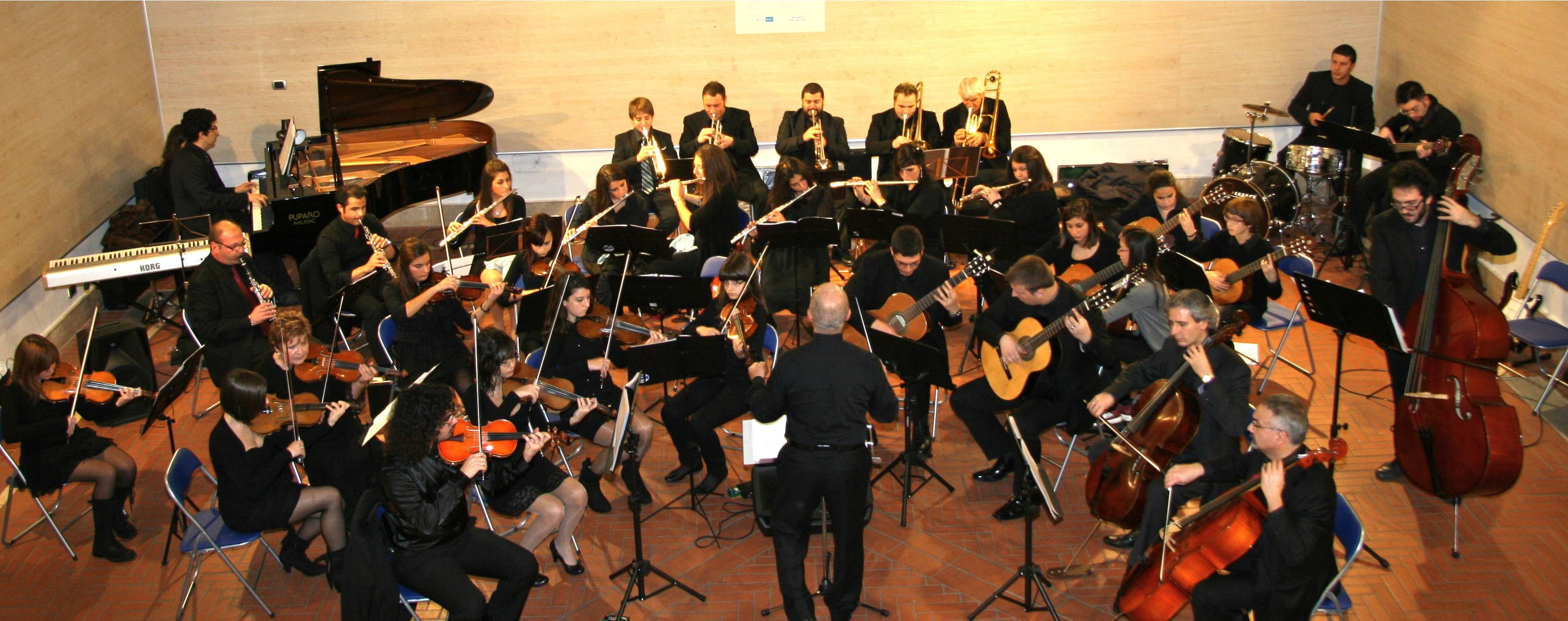
L'orchestra al debutto il 4 dicembre 2011

Bisogna fare un balzo di più di cento anni per avere di nuovo un'Orchestra Filarmonica a Tivoli.
L'Orchestra Filarmonica di Tivoli e l'Associazione che ne regola le attività, nasce infatti nel maggio 2011 dal desiderio di alcuni amici musicisti e di semplici appassionati di musica con l'obiettivo di promuovere attività musicali e di progettare, tramite la realizzazione di un laboratorio di formazione di musica d'insieme, l'attività di un'orchestra di musica classica e contemporanea.
I musicisti del gruppo fondatore, avendo alle spalle una buona esperienza di attività orchestrale, avevano una forte volontà di creare una realtà nuova nel segno della continuità delle ricche tradizioni culturali della città che la ospita.
La Filarmonica di Tivoli è composta da circa 50 musicisti, è diretta dal Maestro Francesco Romanzi ed è presieduta dal sig. Loris Di Domenicantonio.
Il repertorio musicale di cui dispone l'Orchestra include brani che spaziano dal classico al contemporaneo, alle colonne sonore dei film non tralasciando composizioni per coro ed orchestra. Particolare riguardo è dato sia alla tradizione più popolare, sia ad un decisivo apporto innovativo al proprio raggio d'attività comprendente titoli a torto raramente eseguiti, anche con importanti incursioni in area contemporanea.
È socio onorario della Filarmonica il Maestro Andrea Camilleri.

## Alcuni autori in repertorio
- Wolfgang Amadeus Mozart
- Alessandro Marcello
- Johannes Brahms
- Pietro Mascagni
- Gino Marinuzzi[Quale dei due?]
- Nino Rota
- George Gershwin
- Ennio Morricone
- Maurice Ravel
- Gian Piero Reverberi
- Hans Zimmer
- Johann Sebastian Bach
- Marco Frisina
- Astor Piazzolla
- Gioachino Rossini
- Dmitri Shostakovich